# New Zealand red

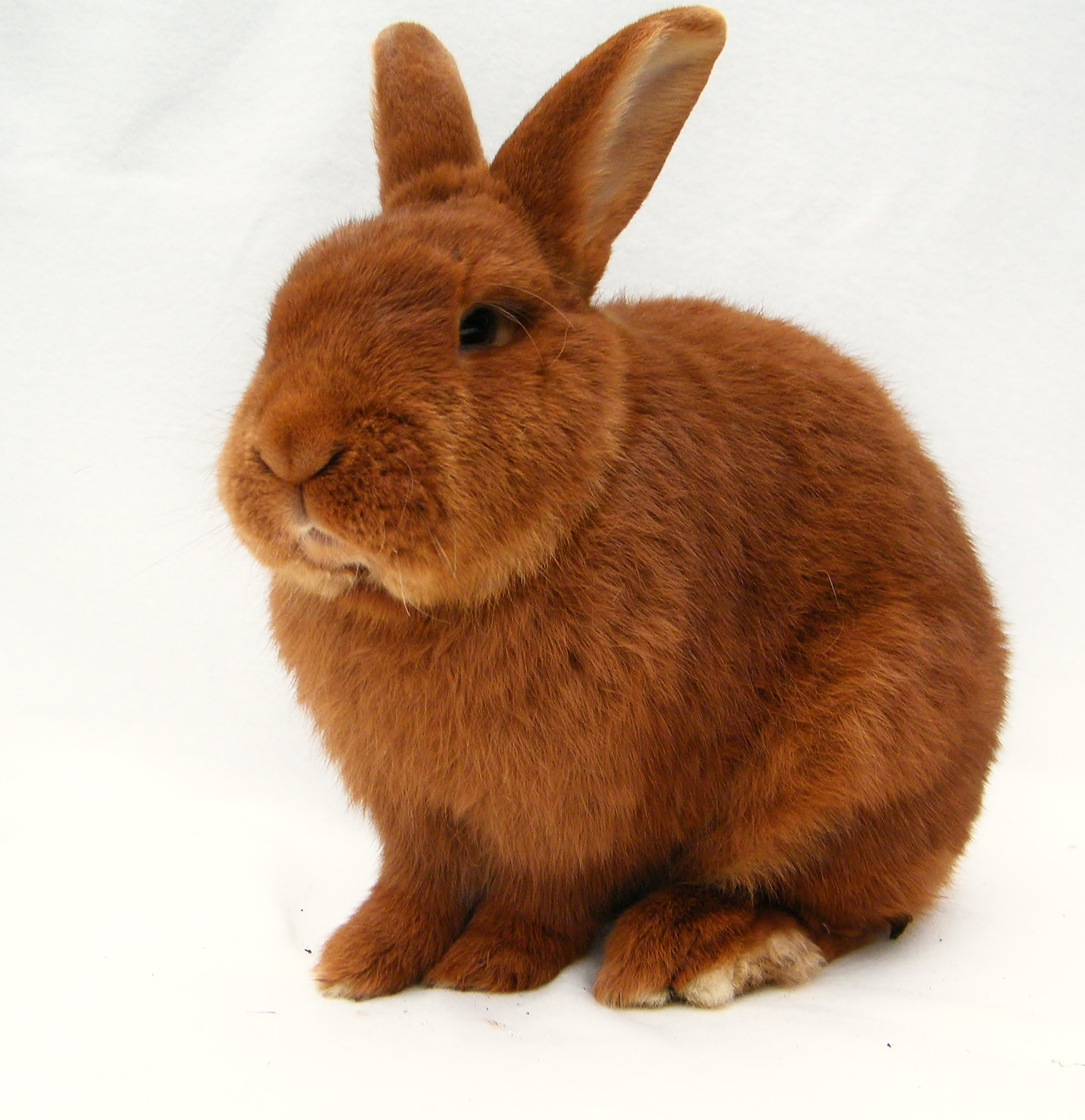
New Zealand red

New Zealand red är en kaninras som härstammar från USA, närmare bestämt Kalifornien, och inte från Nya Zeeland som namnet antyder. Den erkändes som ny ras 1910. Färgen på kaninen är mättad rävröd och det skall eftersträvas att den går så långt ner i hårbotten som möjligt. Idealvikten ligger på ca 4,5 kg och kroppsformen är kort och kompakt med fylliga muskelpartier. Enligt uppgifter har rasen framkommit genom korsning mellan Belgisk jättekanin och Belgisk hare.

## Egenskaper
New Zealand red är en stabil och snäll kanin. De är ganska livliga men kan också, särskilt om det är varmt, ligga still och slappa ett par timmar. De är nyfikna och lugna. De blir sällan panikslagna och passar för barn. Men, precis som de flesta kaninraser, gillar de inte att bli lyfta.